# Podmět
Podmět je větný člen vyjadřující původce děje nebo nositele činnosti, stavu či vlastnosti. V pasivních větách může podmět představovat cíl děje. Spolu s přísudkem je základním větným členem.
Ve flektivních jazycích se podmět shoduje s přísudkem v osobě, čísle, popř. i rodě. Užívá-li jazyk pády, v akuzativním jazyce mu odpovídá nominativ, v ergativním pak ergativ, nebo absolutiv.
V jiných jazycích je třeba podmět vymezit specifickým způsobem; např. v izolačních jazycích (jako je čínština) se podmět musí definovat ve vztahu k slovesu. Vyjadřuje, o kom nebo o čem vypovídá přísudek. Ptáme se otázkou 1. pádu: kdo? co? a přísudkem.
Slovo pod-mět je kalk z latinského sub-jectum.

## Slovní druhy v podmětu
Podmětem je nejčastěji jméno, zejména podstatné jméno nebo zájmeno, nicméně v pozici podmětu se může uplatnit libovolný slovní druh nebo i neslovní výraz. Podmětem rovněž může být vedlejší věta. Příklady:
- Otec (podstatné jméno) pracuje.
- Poslední (přídavné jméno) se připraví.
- Chybovat (infinitiv slovesa) je lidské.
- Ne (částice) je mé poslední slovo.
- To tvé věčné ale (spojka) mě unavuje.
- Kdo přišel první (vedlejší věta podmětná), vyhrál.

## Typy podmětu

### Nevyjádřený podmět
V češtině je podmět často nevyjádřený. V 1. a 2. osobě je nevyjádřený podmět základním typem podmětu; osobu zpravidla jednoznačně určuje koncovka slovesa: Dokážu to (první osoba). Dokážeš to (druhá osoba). Podmět se v těchto osobách vyjadřuje pouze tehdy, pokud ho chceme z nějakého důvodu zdůraznit: Ty to dokážeš!
Ve 3. osobě se podmět nevyjadřuje, pokud je znám z předchozí situace nebo kontextu. Často se nevyjadřuje všeobecný podmět, který označuje nekonkrétní osobu nebo skupinu osob: Byla tak lehká, že by ji na jedné ruce unesl („někdo“). Tak nám zabili Ferdinanda („oni“). Nevyjádřený je také podmět neurčitý: Hrklo ve mně. Je mi chladno.

### Rozvitý podmět
Podmět, na nějž se nevážou další větné členy, se nazývá holý: Petr jede na kole. Podmět s dalšími větnými členy je rozvitý podmět, neboli podmětová část věty: Náš milovaný syn Jan Novák mladší, chlouba naší rodiny, spáchal zločin. Pokud je v podmětu spojeno několik výrazů, které označují různé jevy skutečnosti, jde o podmět několikanásobný. Jednotlivé členy několikanásobného podmětu mohou být navzájem spojeny různými způsoby:
- Petr, Pavel a Adam mě mají rádi.
- To okno rozbil buď Petr, nebo Anička.
- Ne my, ale naše děti ponesou následky.
- Tatínek s maminkou jdou spát.

## Vztah podmětu k jiným větným členům
- Podmět spolu s přísudkem tvoří základní skladební dvojici. Vztah mezi podmětem a přísudkem se nazývá predikace. Podmět se s přísudkem shoduje v osobě a čísle, ve třetí osobě i v rodě: Nikdo nepřišel. Nepřišli jsme („my“). Sestra nepřišla. U přísudku jmenného se sponou se podmět shoduje s přísudkovým přídavným jménem: Špenát je zdravý. Pokud je sponou podstatné jméno, shoduje se s podmětem v rodě pouze v případě, že existuje patřičné přechýlené slovo: Otec je zpěvák. Matka je zpěvačka. x Změna je život.
- Podmět je často rozvíjen přívlastkem, který se rozlišuje na shodný (shoduje se s podmětem v pádě, čísle a rodě) a neshodný.
- Podmět a předmět lze v mnohých větách zaměnit změnou slovesného rodu: Zahradník očesal jabloně. - Jabloně byly zahradníkem očesány. Předmět ani příslovečné určení nikdy nerozvíjí podmět.
- Doplněk rozvíjí zároveň podmět i přísudek: Otec se zdál unavený.